# Свети Иван Рилски (рид)
Ридът Св. Иван Рилски (на английски: St. Ivan Rilski Col) е леден рид, част от главното било на планината Тангра на остров Ливингстън от Южните Шетландски острови, Антарктика.

## Описание
Ридът е с дължина 1,4 km, а на височина достига до 1350 m. Остта му се простира в посока изток-запад. В хребета Левски ридът свързва Големия Иглен връх на изток и връх Левски на запад. Има стръмни южни склонове.

## Местоположение
Най-високата точка на рида Св, Иван Рилски се намира на 1,65 km на запад-северозапад от Големия Иглен връх, 2,86 km северно от връх Силистра, 1,69 km източно от връх Левски и 2,2 km южно от Нестинарските нунатаци. Част е от ледодела между ледника Хюрън на север и ледника Мейси на юг.
Географски координати: 62°39′54″ ю. ш. 60°05′05″ з. д. / 62.665° ю. ш. 60.084722° з. д.

## Произход на името
Ридът е наименуван на свети Иван Рилски (Св. Йоан Рилски; 876 – 946 г.) – български отшелник, основал Рилския манастир и светец покровител на България.

## Карти
- L.L. Ivanov et al. Antarctica: Livingston Island and Greenwich Island, South Shetland Islands. Scale 1:100000 topographic map. Sofia: Antarctic Place-names Commission of Bulgaria, 2005.
- L.L. Ivanov. Antarctica: Livingston Island and Greenwich, Robert, Snow and Smith Islands. Scale 1:120000 topographic map. Troyan: Manfred Wörner Foundation, 2009.